# Abd-al-Màlik al-Mudhàffar (València)
|  | No s'ha de confondre amb Abd-al-Màlik al-Mudhàffar, fill d'Almansor.. |

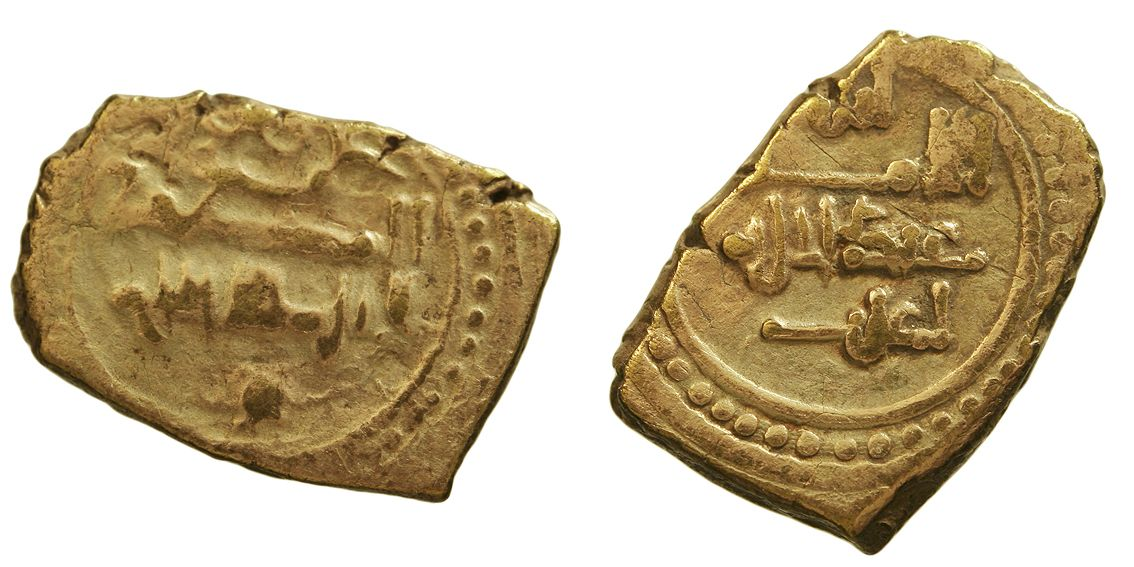
Moneda d'Abd-al-Màlik al-Mudhàffar.

Abd-al-Màlik ibn Abd-al-Aziz al-Mudhàffar (àrab: عبد الملك بن عبد العزيز المظفر, ʿAbd al-Malik ibn ʿAbd al-ʿAzīz al-Muẓaffar) fou rei de Balànsiya (1061-1065). Fill d'Abd-al-Aziz al-Mansur, succeí son pare a la seva mort.
El cronista Ibn Hayyan va fer d'ell una descripció molt negativa, definint-lo com un home poc religiós, negligent i afeccionat al vi.
En 1063 els Banu Tàhir, governadors de Múrcia es declararen independents.
En la primavera de 1065 va ser atacat per Ferran I de Castella, que assetjà la ciutat de Balànsiya, que comptava amb l'ajut del seu sogre, l'emir de Tulàytula, Yahya ibn Ismaïl al-Mamun, i durant la retirada aragonesa les forces perseguidores d'Abd-al-Màlik van patir una important derrota en la batalla de Paterna. Al-Mamun, però, va acabar girant-se contra el seu gendre, amb la cooperació del primer ministre Ibn Rawbax, i el va destronar, incorporant València als seus dominis i deixant-hi Ibn Rawbax com a governador.